# Primeiro Congresso de Viena

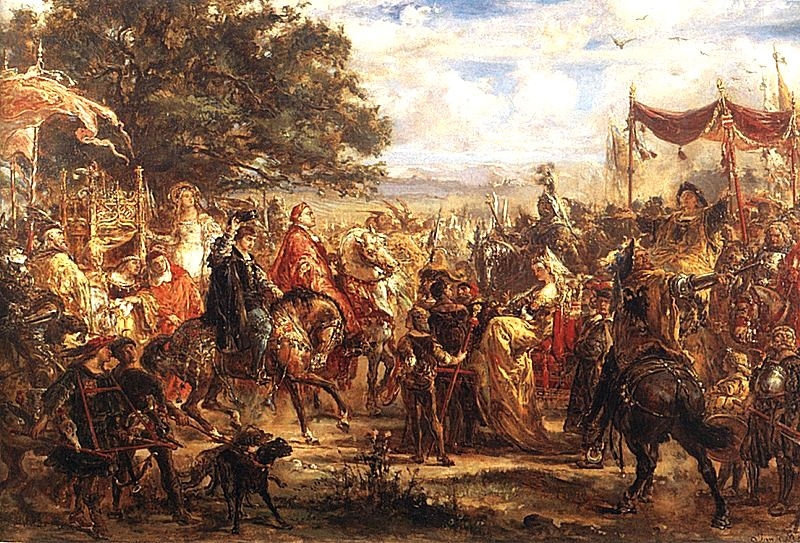
Encontro do Sacro Império Romano-Germânico, Maximiliano I, e os irmãos Jaguelão, Vladislau II, Rei da Hungria e Rei da Boêmia, e Sigismundo I, Rei da Polônia e Grão-Duque da Lituânia, por Jan Matejko (1838-1893)

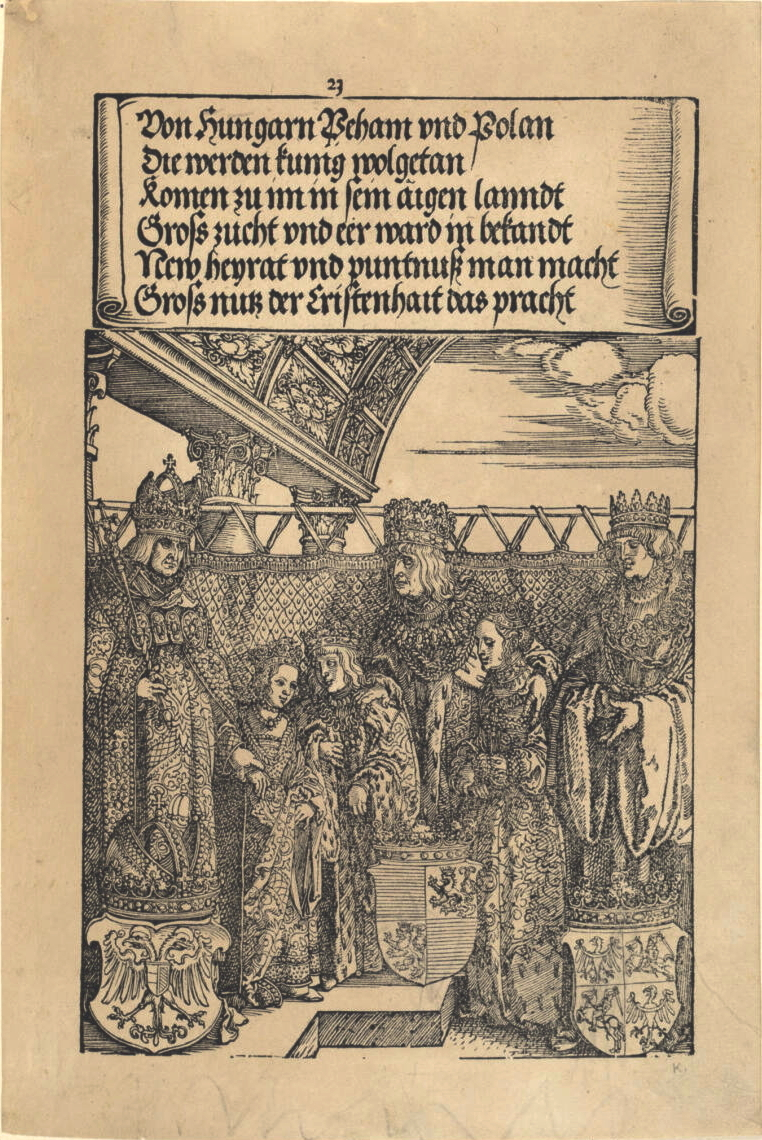
Xilogravura de Albrecht Dürer do Arco do Triunfo comemorando o casamento duplo no Primeiro Congresso de Viena, em 22 de julho de 1515. O noivo de Anna, Fernando I (11 anos), não está representado. Da esquerda para a direita: Maximiliano I; sua neta, Maria (9 anos), casando-se com o filho de Vladislau, Luís (9 anos); Vladislau II; sua filha, Ana (12 anos); e seu irmão, Sigismundo I.

O Primeiro Congresso de Viena foi realizado em 1515, com a participação do Sacro Imperador Romano, Maximiliano I, e os irmãos Jaguelões, Vladislau II, Rei da Hungria e Rei da Boêmia, e Sigismundo I, Rei da Polônia e Grão-Duque da Lituânia. Anteriormente, Vladislau e Maximiliano haviam acordado um tratado de sucessão mútua entre os Habsburgos e os Jaguelões em 1506. Esse evento tornou-se um ponto de virada na história da Europa Central. Após a morte de Vladislau e, posteriormente, de seu filho e herdeiro, o jovem Rei Luís II, na Batalha de Mohács contra os otomanos em 1526, o tratado de sucessão consolidou o poder dos Habsburgos e reduziu a influência dos Jaguelões.
Maximiliano havia apoiado Vasili III do Grão-Ducado de Moscou contra os governantes Jaguelões da Lituânia, Polônia, Hungria e Boêmia, visando reforçar as pretensões dos Habsburgos à sucessão na Hungria e na Boêmia. Os Jaguelões enfrentavam ameaças simultâneas por parte do Imperador, dos russos, da Ordem Teutônica sob o comando de Alberto da Prússia e dos Tártaros da Crimeia. A cidade de Smolensk caiu para os russos em 1514, e Maximiliano planejou um congresso para reforçar suas reivindicações na Europa Central. No entanto, forças lituanas e polonesas derrotaram decisivamente o exército russo na Batalha de Orsha, em 8 de setembro de 1514, alterando o equilíbrio de poder.
O Congresso começou na fronteira do Imperador, em Bratislava (Pressburg ou Pozsony) na Hungria, onde o representante de Maximiliano se encontrou com Vladislau e Sigismundo, e concluiu-se após sua viagem conjunta à Áustria, onde os dois reis encontraram o Imperador e seguiram para Viena. O Imperador prometeu cessar seu apoio a Moscou contra a Lituânia e a Polônia, e arbitrar nas disputas entre a Ordem Teutônica e a Polônia sob o Segundo Tratado de Thorn (1466). Maximiliano e Vladislau decidiram no congresso reforçar seu tratado de sucessão mútua através de um casamento duplo. Assim, o único filho de Vladislau, Luís, casou-se com a neta do Imperador, Maria; e o neto do Imperador, Arquiduque Fernando, casou-se com a filha de Vladislau, Ana. As reivindicações dos Habsburgos à sucessão na Hungria e na Boêmia foram significativamente fortalecidas por esses casamentos. Uma xilogravura de Albrecht Dürer comemora o casamento duplo em 22 de julho de 1515.

Vladislau faleceu em 13 de março de 1516, e Maximiliano em 12 de janeiro de 1519, mas seus planos foram bem-sucedidos: com a morte de Luís em 1526, ele foi sucedido como Rei da Boêmia pelo neto de Maximiliano, Fernando I, Sacro Imperador Romano.